# Æthelstan I dell'Anglia orientale
Aethelstan I o Æthelstan (fl. IX secolo) fu re dell'Anglia orientale dal 825 al 840.
Come per gli altri monarchi del regno, anche su di lui si sa molto poco. Ha comunque lasciato molte monete. Si pensa che fu Aethelstan il re che sconfisse e uccise i sovrani di Mercia Beornwulf e Ludeca.